# Naples '44
Naples '44 è un film documentario italiano del 2016 diretto da Francesco Patierno. È tratto dall'omonimo testo di Norman Lewis. È stato presentato in anteprima al Festival internazionale del film di Roma il 18 ottobre 2016.

## Trama
Il documentario trae spunto dal filo narrativo dell'omonimo testo di Norman Lewis, ufficiale britannico di stanza nell'Italia meridionale durante il periodo della liberazione e divenuto poi un famoso scrittore. Il regista Francesco Patierno, avvalendosi di filmati d'epoca (Istituto Luce Cinecittà, National Archives and Records Administration, Imperial War Museum, Getty Images) miscelati a film come La pelle di Liliana Cavani e Le quattro giornate di Napoli di Nanny Loy, fa rivivere l'atmosfera della Napoli disperata ma viva e pulsante dell'immediato dopoguerra.

## Curiosità
Il regista ha voluto svelare quale è stata la genesi del film in una dichiarazione alla stampa: «Tutto è nato dal racconto di mio padre che un giorno mi parlò di come fosse sopravvissuto a un bombardamento solo perché si trovava sul lato giusto della strada. Mi disse che per capire come abbia vissuto la città in quel periodo dovevo assolutamente leggere Naples '44 di Norman Lewis. Cosa che ho fatto adorandolo». Il produttore Davide Azzolini ha dichiarato che il primo passo fu conquistare la fiducia della famiglia di Norman Lewis, in primis dalla moglie. Dopo aver acquisito i diritti del libro si poté partire con il lavoro.

## Riconoscimenti
- 2017 - David di Donatello
  - Candidatura per la Migliore sceneggiatura adattata a Francesco Patierno